# Clarias nigricans
Clarias nigricans är en fiskart som beskrevs av Ng 2003. Clarias nigricans ingår i släktet Clarias och familjen Clariidae. Inga underarter finns listade i Catalogue of Life.